# Santa Bárbara do Monte Verde
Santa Bárbara do Monte Verde é um município brasileiro do estado de Minas Gerais. Sua população recenseada pelo IBGE em 2022 era de 3 095 habitantes. 